# Decaimento orbital
Em astrodinâmica, decaimento orbital é uma diminuição gradual da distância entre dois corpos orbitantes na sua aproximação máxima (periápsi), no decorrer de muitos períodos orbitais.
Esses corpos orbitantes, podem ser: um planeta e seu satélite, uma estrela e qualquer objeto que a orbite, ou qualquer sistema binário. As órbitas não decaem sem algum mecanismo de fricção que transfira energia do movimento orbital. Isso pode ser o efeito de qualquer atuação mecânica, gravitacional ou eletromagnética. Para corpos em uma órbita terrestre baixa, o efeito mais significativo é o arrasto atmosférico.